# Eleccions legislatives turques de 1991
Les eleccions legislatives turques de 1991 se celebraren el 20 d'octubre de 1991 per a renovar els 450 diputats de la Gran Assemblea Nacional de Turquia. El partit més votat fou el Partit de la Recta Via.
Es formà un govern de coalició del Partit de la Recta Via amb el Partit de la Mare Pàtria. El càrrec de primer ministre de Turquia fou ocupat per Süleyman Demirel (fins a 1993), quan fou substituït per Tansu Çiller.

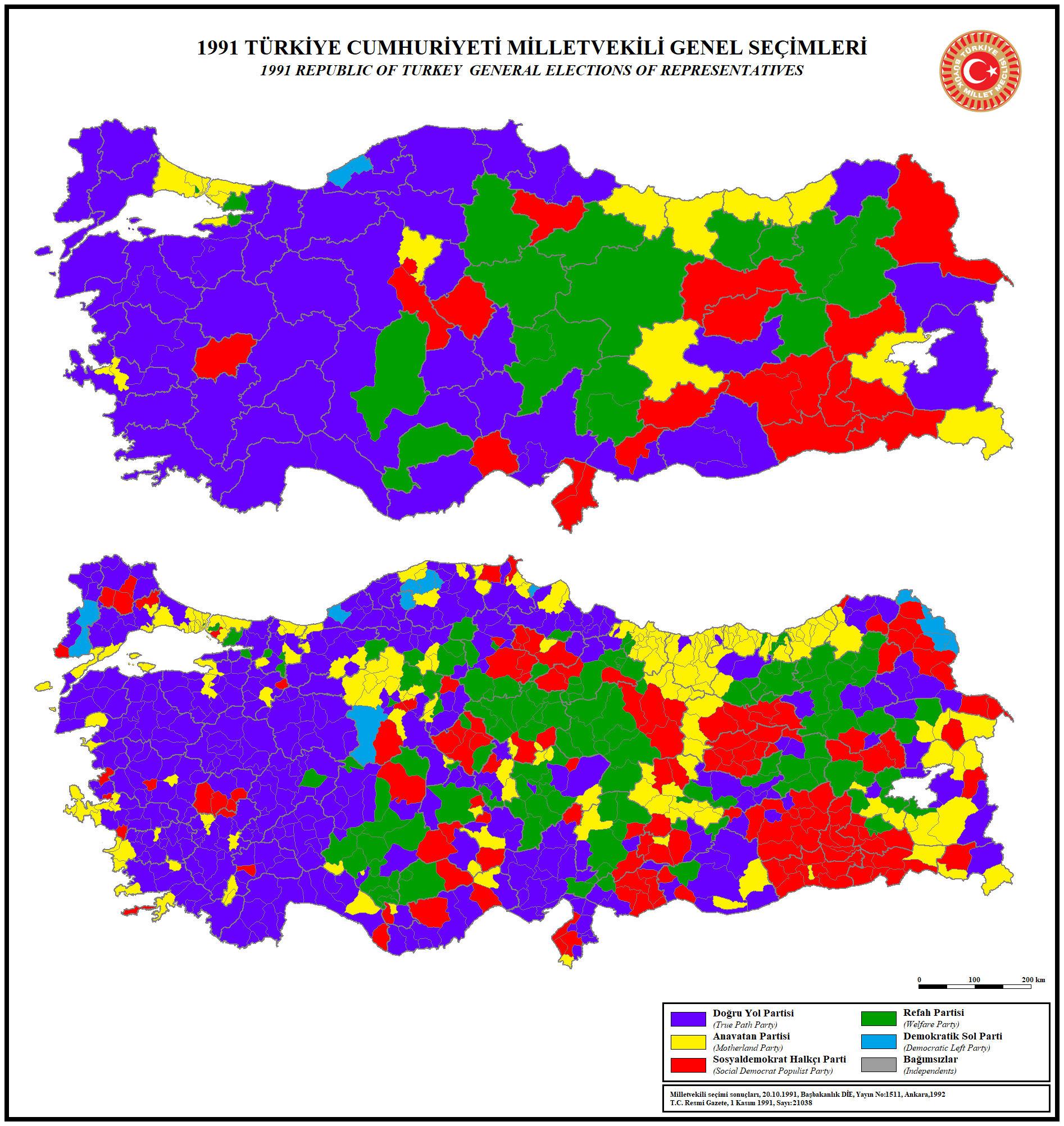

## Resultats
Resultats de les eleccions a l'Assemblea de Turquia de 20 d'octubre de 1991.
| Partits                                          | Partits                                                          | Vots       | Vots   | Vots   | Escons | Escons |
| Partits                                          | Partits                                                          | No.        | %      | +− %   | No.    | +−     |
| ------------------------------------------------ | ---------------------------------------------------------------- | ---------- | ------ | ------ | ------ | ------ |
|                                                  | Partit de la Recta Via (Doğru Yol Partisi)                       | 6,600,726  | 27.03  | +7.63  | 178    | +119   |
|                                                  | Partit de la Mare Pàtria (Anavatan Partisi)                      | 5,862,623  | 24.01  | -12.30 | 115    | -177   |
|                                                  | Partit Socialdemòcrata Populista (Sosyaldemokrat Halkçı Partisi) | 5,066,571  | 20.75  | -3.89  | 88     | -11    |
|                                                  | Partit del Benestar (Refah Partisi)                              | 4,121,355  | 16.88  | +9.72  | 62     | +62    |
|                                                  | Partit Democràtic d'Esquerra (Demokratik Sol Parti)              | 2,624,301  | 10.75  | +2.22  | 7      | +7     |
|                                                  | Partit Socialista (Sosyalist Parti)                              | 108.369    | 0.44   |        | 0      |        |
|                                                  | Independents                                                     | 32,721     | 0.13   | -0.24  | 0      |        |
| Vots vàlids                                      | Vots vàlids                                                      | 24,416,666 | 100,00 |        | 450    | 0      |
| Vots nuls                                        | Vots nuls                                                        | 740,423    |        |        |        |        |
| Vots totals                                      | Vots totals                                                      | 25,157,089 |        |        |        |        |
| Electorat                                        |                                                                  |            |        |        |        |        |
| Participació                                     |                                                                  |            |        |        |        |        |
| - Fonts: BBC Turca i Arxius de l'Assemblea Turca |                                                                  |            |        |        |        |        |